# Rio Msta
O rio Msta é um rio localizado na Rússia, nas regiões de Oblast de Tver e Oblast de Novgorod. Na margens do Msta encontram-se a cidade de Borovichí, as vilas de Opéchenski Posad, Mstinski Most, Liub‎ý‎tino e Bronnitsa.
Tem uma extensão de quase 445 km, e todo este comprimento proporciona ao rio uma importância fulcral no comércio de mercadorias e nos contactos com o Mar Báltico e Mar Negro. Existem várias rotas comerciais a percorrer o caudal do rio.
A mais importante cidade nas suas margens é Borovichí, que goza de uma estabilidade comercial, devido ao tráfego no rio. Também desfruta de receitas trazidas pelo turismo, bastante desenvolvido na zona, devido à proximidade da cidade dos rápidos do rio, utilizados para a prática de desportos aquáticos, como o rafting e a canoagem.
Perto de Opechensky Posad, numa secção que abrange quase 30 km de rio, ficam as quedas de água, célebres entre os turistas.
O rio tem como afluentes o rio Berezayka e o rio Uver.